# Birgit Nordin
Birgit Nordin (Sangis, 22 febbraio 1934 – Gnesta, 7 aprile 2022) è stata un soprano svedese versata nella coloratura.

## Biografia

### Carriera
Birgit Nordin ha studiato all'Università di Stoccolma dal 1953 al 1954 e all'Accademia reale di musica dal 1956 al 1958. Dopo gli studi è entrata a far parte dell'Opera reale svedese dal 1958 al 1986.
Il suo debutto è avvenuto il 21 ottobre 1958 nel ruolo del paggio Oscar ne Un ballo in maschera, diretto da Göran Gentele. È diventata nota a livello internazionale principalmente per aver interpretato il ruolo della Regina della Notte nel film di Ingmar Bergman Il flauto magico (Trollflöjten) trasmesso in prima visione televisiva il 1º gennaio 1975 su TV2. Sempre riguardo a Il flauto magico ha interpretato anche il ruolo di Pamina, mentre altre interpretazioni la vedono vestire i panni di Adina in L'elisir d'amore, di Norina in Don Pasquale, di Jenny in Ascesa e caduta della città di Mahagonny e di Aruru in Gilgamesh.
Nordin è apparsa all'Edinburgh International Festival di Covent Garden e in produzioni televisive di diverse opere, come la trasposizione di Lulu per la televisione danese. È apparsa alla Royal Albert Hall, al Glyndebourne Festival Opera, a Berlino, Amburgo, Hannover, Roma, Parigi, Copenaghen, Oslo, Helsinki, Hong Kong e Montreal.
È stata membro del consiglio del Consiglio culturale statale dal 1979 al 1983. Dal 1986 ha anche insegnato canto e svolto incarichi di regia.

### Vita privata
Birgit Nordin si è sposata tre volte: la prima dal 1956 al 1963 con il docente universitario Sten Friberg, la seconda dal 1968 al 1975 con il bibliotecario Bo Stenström, e la terza volta dal 1977 con il basso-baritono Jerker Arvidson, fino alla morte di lui nel 2007. Nordin e Arvidson sono stati entrambi sepolti nel cimitero Skogskyrkogården a Stoccolma.